# جون نيكولاس لوف
جون نيكولاس لوف (16 نوفمبر 1860 - 23 أغسطس 1938)، أحد أهم هواة جمع الطوابع البريدية من مدينة نيويورك في أواخر القرن التاسع عشر وأوائل القرن العشرين، وقد اشتهر بأنهُ من أوائل من استخدموا الأساليب العلمية في دراسة طوابع البريد. سُميت جائزة لوف التي تقدمها الجمعية الأمريكية لهواة جمع الطوابع البريدية باسمهِ.

## هواية جمع الطوابع

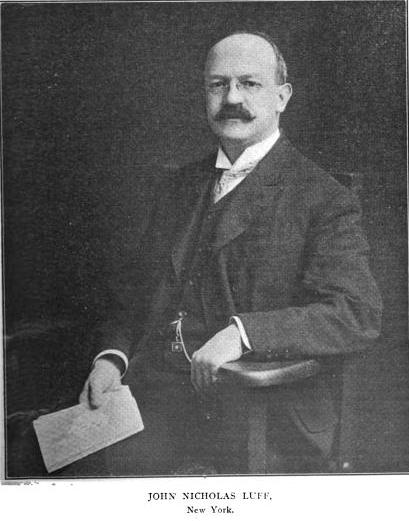
صورة جون نيكولاس لوف (1860-1938) في جريدة الطوابع البريدية عام 1913

بدأ اهتمامه الجاد بهواية جمع الطوابع في عام 1890، وانضم إلى جمعية طوابع البريد في المحيط الهادئ في سان فرانسيسكو، بولاية كاليفورنيا. وانتقل إلى مدينة نيويورك في عام 1893 بنية أن يصبح تاجر طوابع بدوام كامل، وانضم في العام التالي إلى شركة سكوت للطوابع والعملات، التي كانت في ذلك الوقت واحدة من أكبر التجار في العالم. ترأس في شركة سكوت قسم التحرير والتدقيق وحرر المجلة الأمريكية للطوابع وشارك في تحرير كتالوج سكوت.
وفي عام 1896، ساعد في تأسيس نادي هواة جمع التحف في نيويورك، وتولى رئاسته فيما بعد لعدة سنوات.
أصبح رئيسًا لشركة سكوت للطوابع في عام 1903، ولكنه انتقل إلى مجموعة ستانلي غيبونز عام 1905، بعد فترة وجيزة من عودته إلى لشركة سكوت، حيث ظل يعمل فيها لبقية حياته.
وقد أصبح لوف ربما أكثر كتاب الطوابع إنتاجاً في مجال الطوابع في ذلك العصر، حيث أصدر أعمالاً تتراوح بين كتابه التعليمي "ما الذي تعلمه لنا الطوابع" (1899)، والعمل المرجعي الكلاسيكي "طوابع البريد في الولايات المتحدة" (1902)، والعديد من المقالات في مجلة AJP، وأخبار الطوابع الأسبوعية لميكيل.
بالإضافة إلى جمعهِ مجموعة الولايات المتحدة التي فازت بالميدالية الذهبية في معرض باريس عام 1900، جمع لوف أيضًا مجموعة بريطانيا العظمى وشنغهاي وهاواي واليابان والصين. لكن مجموعته الأهم كانت مجموعة مرجعية استخدمها كأساس للمقارنة عند فهرسة الطوابع في دليل سكوت. وقد باع المجموعة إلى سكوت عندما غادر في عام 1905؛ ثم تبرع بالمجموعة فيما بعد إلى مؤسسة طوابع البريد، حيث لا تزال في معظمها موجودة حتى عام 2003.
كان لوف رئيساً للجمعية الأمريكية لهواة جمع الطوابع من 1907 إلى 1909. في عام 1913، كان لوف واحدًا من 10 قضاة شاركوا في معرض بنما والمحيط الهادئ، الذي أقيم في سان فرانسيسكو، بولاية كاليفورنيا. كان هناك 6 قضاة أمريكيين آخرين في المعرض. وفي عام 1941، أدرج اسمهُ في قاعة مشاهير الجمعية الأمريكية لهواة جمع الطوابع أول اسم ضمن القائمة لسنة 1941.

## مجموعة لوف المرجعية
وصفت مجموعة لوف الرائعة من طوابع البريد في العالم بالتفصيل في المجلد البرتقالي من كتاب "أخصائي الطوابع".

## كتب
- Philately Teaches Us (1899) Pub. Scott Stamp Co..
- The Postage Stamps of the United States (1902) Pub. Scott Stamp & Coin Co.
- A Reference List of the Stamps of Panama (1905).

## روابط خارجية
- ماذا تعلمنا طوابع البريد - ضمن مشروع غوتنبرغ